# Samuel Christian Hollmann

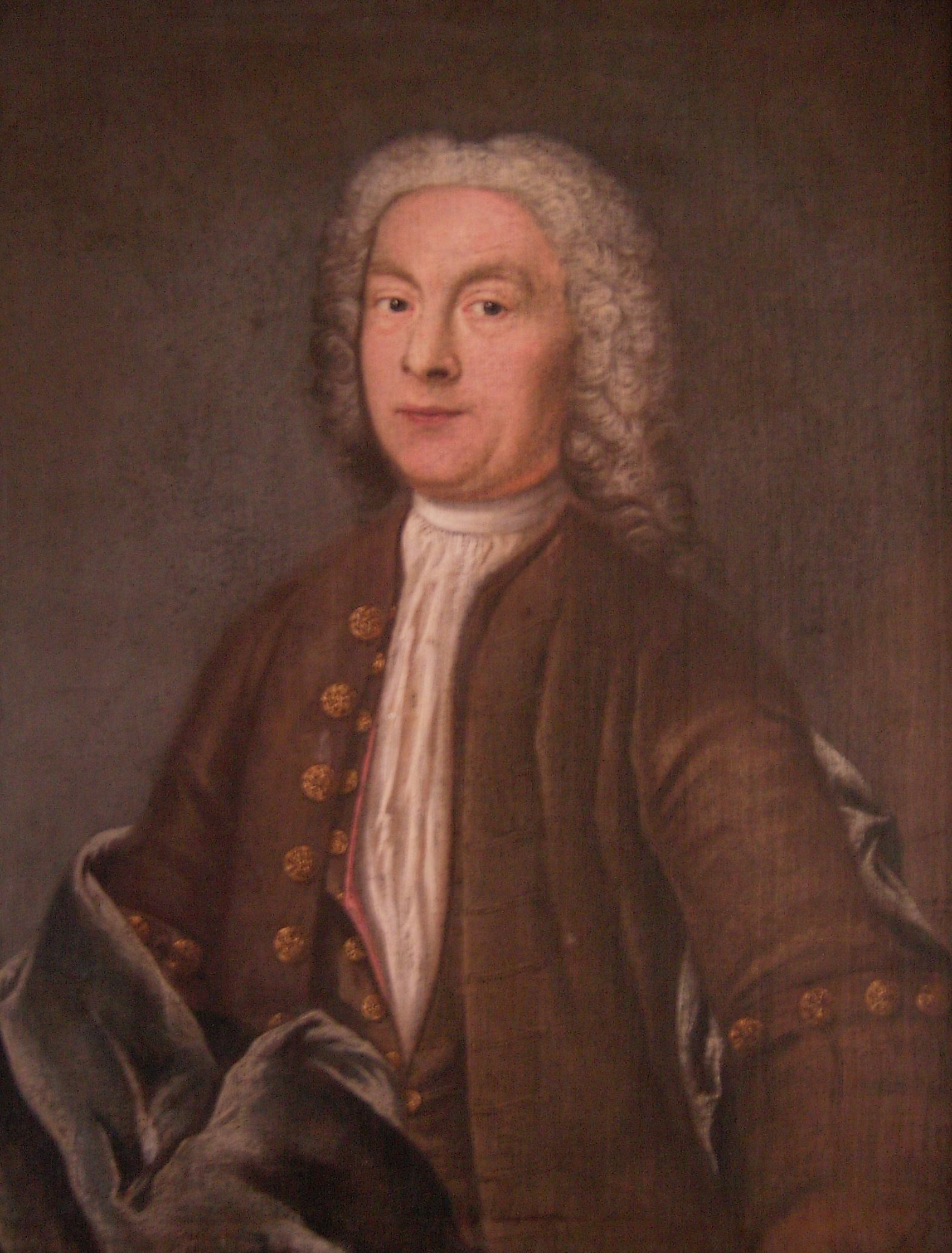
Samuel Christian Hollmann

Samuel Christian Hollmann (* 3. Dezember 1696 in Stettin; † 4. September 1787 in Göttingen) war ein deutscher Philosoph und Naturforscher.

## Leben
Geboren als Sohn eines königlich schwedischen Hofpredigers, verlor er in frühster Jugend seinen Vater. Er besuchte die Gymnasien in Stettin und Danzig, studierte seit 1718 in Königsberg (Preußen) und wechselte am 10. Oktober desselben Jahres als Stipendiat der Schabbelstiftung an die Universität Wittenberg, wo er am 17. Oktober 1720 den akademischen Grad eines Magisters erlangte. Nachdem er die Lehrbefähigungen für Hochschulen als Magister Legens am 2. Oktober 1723 erworben hatte, besuchte er kurz die Universität Jena und die Universität Greifswald, wo er Privatvorlesungen hielt. Hollmann, der wieder in Wittenberg angekommen war, wurde am 9. März 1724 als Adjunkt der philosophischen Fakultät aufgenommen, hatte sich der Philosophie von Christian Wolff angenähert, und dadurch begann sein Aufstieg zu einem weithin bekannten Philosophen seiner Zeit.
Dieser Weg war aber häufig steinig. Nachdem er gegen den Willen der Zensoren Ernst Christian Schröder und Martin Gotthelf Löscher sein „Observationes elencticae in Controversia Wolffiana“ 1724 in Frankfurt und Leipzig veröffentlicht hatte, wurde gegen ihn ein Verfahren anhängig, da er damit eine ausländische Konfrontation mit Preußen ausgelöst hatte. Hollmann erhielt einen Verweis und musste die Unkosten, die aus dem Fehlverhalten entstanden waren, übernehmen. Dennoch bemühte er sich darum, seine an der Wittenberger philosophischen Fakultät begonnene Karriere hier auch über die Erlangung einer außerordentlichen Professur mit einem Ordinariat zu krönen, welchem Anliegen man auch 1725 nachkam und ihm eine außerordentliche Professur der Philosophie übertrug.
Als er sich allerdings 1727 um die vakant gewordenen ordentliche Professur der Orientalistik bewarb, wurde er von der philosophischen Fakultät abgelehnt, da er sich auf die Philosophie konzentrieren sollte, zumal seine Vorlesungen gut besucht waren. Nachdem er 1730 das Dekanat der philosophischen Fakultät übernommen hatte und durch den Thronwechsel des Kurfürsten von Sachsen 1733 immer noch keine ordentliche Professur erlangt war und somit keine ausreichende Versorgungssicherheit gegeben war, wandte er sich an August III., der ihn zum 1733 Assessor der philosophischen Fakultät erhob. Damit hatte er einen Sitz und Stimme im Corpus academicum und in der philosophischen Fakultät, mit der Aussicht auf eine bezahlte philosophische Professur.
In der Zwischenzeit hatte sich die Universität Göttingen um ihn bemüht, sein Landesfürst gestattete ihm dorthin zu wechseln, um ordentlicher Professor der Logik und Metaphysik zu werden. Am 30. September 1734 gelangte er – als erster Professor der neu gegründeten Universität überhaupt – in Göttingen an und hielt dort am 14. Oktober seine erste Vorlesung, in einem provisorisch eingerichteten Getreideschuppen.
Fast 53 Jahre lang gehörte er hierauf der Georgia Augusta an und teilte alle ihre Schicksale in ihrer Gründungsphase. Als Dozent fand er viel Anklang, zuerst durch seine philosophischen Vorlesungen über verschiedene Zweige der Philosophie, später besonders durch seine physikalischen Vorlesungen, denen er sich immer ausschließlicher widmete und in denen er auch von Offizieren und Adeligen gern gehört wurde, so dass er eine Zeitlang genötigt war, dieselbe Vorlesung täglich in einer zweiten Stunde zu wiederholen.
Als Prorektor machte er sich besonders während des Siebenjährigen Krieges um die Universität verdient, indem er versuchte, die Stadt vor den von den Franzosen drohenden Gefahren zu bewahren und den ungestörten Fortgang der akademischen Arbeit nach Kräften ermöglichte. Nachdem er 1747 Mitglied der Royal Society geworden war, erwarb er sich wesentliche Verdienste in Verbindung mit Albrecht von Haller um die Gründung der Akademie der Wissenschaften zu Göttingen, zu deren ersten Mitgliedern und Direktoren er in den Jahren 1751–61 gehörte. Im Jahr 1761 legte er letztere Stelle nieder; seine Vorlesungen aber setzte er bis in sein 88. Lebensjahr fort. Am 30. April 1778 verlieh die Wittenberger philosophische Fakultät ihrem ehemaligen Adjunkten als „inter verissimos Philosophiae eclecticae statores eminens“ aufs Neue ihre höchste Würde und erneuerte sein Doktordiplom. Er feierte sein 50-jähriges Doktor-, 1784 sein 50-jähriges Göttinger Professorenjubiläum und starb, nachdem er noch fortan mit gelehrten Arbeiten sich beschäftigt, fast 91 Jahre alt, als erster und ältester Göttinger Universitätslehrer, kurz vor der ersten Jubelfeier der Göttinger Hochschule.

## Wirken
Seine literarische Tätigkeit beschäftigte sich anfänglich mit philosophischen Themen. Seine ersten Schriften waren einige philosophische Abhandlungen, in denen er die Leibnizsche Monadologie und prästabilierte Harmonie bestritt.
Hollmanns philosophisches Hauptwerk sind die dreibändigen Institutiones philosophicae. Die darin verwendete Definition der Philosophie ähnelt der des jungen Christian Thomasius. Auffälligerweise wird die Philosophie noch in starkem Maße als Hilfswissenschaft für die oberen Fakultäten verstanden. Hollmann selbst gab als seine Grundabsicht an, die in dem Werk abgehandelten, aber bisher oft miteinander vermengten Disziplinen der Logik und Metaphysik, der Physik, der Pneumatologie und natürlichen Theologie, der Moral und des Naturrechts, genau voneinander abzusondern und einer jeden ihre gehörige Grenzen zu setzen. Das dabei entwickelte philosophische System folgt den Ideen, die in seinen Dissertationen De reformatione philosophica und De vera philosophiae notione niedergeschrieben sind. Er hielt sich im Rahmen eines ihm vorgegebenen, im Grunde cartesianischen Paradigmas philosophischer Theoriebildung.
Mit zunehmendem Alter ließ sein Interesse an der Philosophie nach, zumal da seit 1769, als also der Stern des Immanuel Kant aufging, eine große Veränderung in der Literatur einsetzte. Zwar rekapitulierte er selbst 1781 noch einmal seine Leistungen auf dem Gebiet der Philosophie, seine Haupttätigkeit wandte er sich schon seit Anfang der vierziger Jahre immer mehr den Naturwissenschaften zu. Er veröffentlichte Arbeiten zur Physik, zur Naturphilosophie, beschäftigte sich dann mit anatomischen, botanischen, paläontologischen, insbesondere aber mit meteorologischen Untersuchungen und Beobachtungen, schrieb über barometrische Höhenmessung, über Elektrizität, Erdbeben, künstliche Kälteerzeugung, über Thermo- und Barometer. 1752 beschrieb er einen Fund von Nashornknochen in Deutschland.
Zudem lieferte er Abhandlungen in die Göttinger Societätsschriften, in die Göttingischen Anzeigen von gelehrten Sachen, gab auch selbst eine Zeit lang Wochenschriften unter den Titeln Wöchentliche Göttingische Nachrichten und Der Zerstreuer heraus. Eine Sammlung seiner zerstreuten Abhandlungen veranstaltete er selbst noch unter dem Titel Sylloge Commentationum. 
Posthum erschien noch im Todesjahr 1787 die von Johann Beckmann herausgegebene Schrift „Die Georg Augustus Universität zu Göttingen, in der Wiege, in Ihrer blühenden Jugend, und reiffererm Alter“. Das Werl ist ein autobiographisch gefärbter Augenzeugenbericht über die ersten gut 50 Jahre der 1734 neu begründeten Universität.

## Werkauswahl
- De stupendo naturae mysterio, anima humana sibi ipsi ignota. Bossigel, Göttingen 1750. (Digitalisat Teil 1), (Teil 2,1), (Teil 2,2), (Teil 2,3), (Teil 2,4), (Teil 2,5)
- Commentatio Philosophica De Harmonia Inter Animam Et Corpus Praestabilita. Gerdes, Wittenberg 1724. (Digitalisat)
- Epistolae amoebaeae de harmonia praestabilita inter virum clarissimum Georg Bernh. Bülfingerum et Sam. Christ. Hollmannum junctim editae. Frankfurt und Leipzig 1738. (Digitalisat)
- Institutiones philosophicae. Bruhn, Wittenberg 1727–1734. 3 Teile. (Digitalisat Teil 1), (Teil 2)
- De reformatione philosophica condendisque libris in philosophia symbolicis dissertationes duae. Eichsfeld, Wittenberg 1730. (Digitalisat Band 1)
- De vera philosophiae notione, Eichsfeld, Wittenberg 1731, 1733. (Digitalisat der Ausg. 1731)
- Paulo Uberior in universam philosophiam introductio, Fritsch, Wittenberg 1734. (Digitalisat Band 2)
- Dissertatio Philosophica, De Definiendis Jvstis Scientiarvm Philosophicarvm Limitibvs.Hager, Göttingen 1736
- Philosophia rationalis, quae logica vulgo dicitur, paulo uberioris in universam philosophiam introductionis. Vandenhoeck, Göttingen 1746. (Digitalisat)
- Institutiones pneumatologiae et theologia naturalis, 1747
- Prima philosophia, qvae metaphysica vvlgo dicitvr, mvltvm avcta et emendata. Vandenhoeck, Göttingen 1747. (Digitalisat Teil 2)
- Philosophia moralis seu ethicae, Göttingen 1768
- Jurisprudentiae naturalis primae lineae. Vandenhoeck, Göttingen 1751 und 1768. (Digitalisat der Ausg. 1751)
- Illorum, que per universa philosophiam ab ipsomet reperta sunt, anacephalaiosis, Göttingen 1781
- Primæ Physicæ Experimentalis Lineæ. Hager, Göttingen 1742. (Digitalisat)
- Philosophiæ Natvralis Primæ Lineæ. Vandenhoeck, Göttingen 1749, 1753, 1766. (Digitalisat der Ausg. 1749)
- Sylloge Commentationum, Göttingen 1762, 1775, ed. nova 1784
- Zufälligen Gedanken über verschiedene Materien, 6. Sammlung 1776
- Die Georg-Augustus-Universität zu Göttingen, in der Wiege, in Ihrer blühenden Jugend, und reiffererm Alter. Herausgegeben von Johann Beckmann. Abraham Vandenhoeck u. a., Göttingen 1787. (Digitalisat)